# Euptilopareia vicinalis
Euptilopareia vicinalis är en tvåvingeart som beskrevs av Henry J. Reinhard 1956. Euptilopareia vicinalis ingår i släktet Euptilopareia och familjen parasitflugor.
Artens utbredningsområde är Kalifornien. Inga underarter finns listade i Catalogue of Life.